# Natalia Lafourcade
María Natalia Lafourcade Silva (Ciutat de Mèxic, 26 de febrer de 1984), més coneguda com a Natalia Lafourcade és una cantant mexicana.

## Biografia

### Trajectòria artística
Nascuda a Ciutat de Mèxic i criada a la Ciutat de Coatepec, Veracruz, Lafourcade és filla de músics. El seu pare és el músic Gastón Lafourcade i el seu oncle és l'escriptor Enrique Lafourcade.
Va assistir a l'Instituto Pedagógico Anglo Español, una escola catòlica i va estudiar pintura, flauta, teatre, piano, guitarra, saxòfon i cant. Quan tenia deu anys, Natalia va cantar en un grup de mariatxi.
El 1998, Natalia va formar un trio anomenat "Twist" juntament amb dues altres noies. No obstant, el grup no va tenir èxit i es va separar l'any següent.
L'any 2000, Loris Ceroni va decidir produir el seu primer LP sota l'etiqueta Sony Music. Va ser gravat a Itàlia i escrit juntament amb Aureo Baqueiro. El juny de 2002 va publicar el seu primer disc: Natalia Lafourcade, una barreja de pop-rock, bossa nova i ritmes llatins. Els senzills d'aquest disc van ser "Busca Un Problema", "En el 2000", "Te Quiero Dar" i "Mírame, Mírate".
El 2003, va ser nominada als Grammy Llatins en la categoria de Millor Nou Artista per al seu primer àlbum.

### Amb el grup Natalia y La Forquetina
El 2005, va publicar Casa, el seu segon àlbum, però aquesta vegada com "Natalia y La Forquetina" (el nom de la seva banda). Produït principalment pel grup Café Tacuba i el seu integrant Emmanuel del Real, Casa té un estil més orientat al rock, mantenint l'estil pop i les influències de la bossa nova en algunes cançons, com ara el primer single "Ser Humano" (pop-rock) i l'últim single "Casa" (pop-bossa-nova).
El 2 juny de 2006, després d'una gira per Mèxic i part dels Estats Units, Lafourcade va anunciar que abandonaria La Forquetina i tornaria a treballar com a solista. El concert final de Natalia y La Forquetina va ser el 18 d'agost de 2006 a San Luis Potosí. El setembre, Casa va guanyar el Grammy Llatí per al millor àlbum de rock vocal per un duo o grup. També el 2006, es va rodar un documental de la banda, que mostra el grup i els seus viatges, i va ser llançat a MTV Tres la tardor del 2007.

### Retorn com a solista
Després de més d'un any que Natalia deixés La Forquetina, va gravar un àlbum instrumental anomenat Las 4 estaciones del amor, sota l'etiqueta de Sony BMG, en col·laboració amb l'Orquestra Simfònica Juvenil de l'Estat de Veracruz (OSJEV). El disc també incloïa un DVD on narrava tot el procés per aconseguir un disc instrumental.
El 2008 va col·laborar a l'àlbum MTV Unplugged de Julieta Venegas, on va tocar diversos instruments inclòs el banjo.
El 2009 va publicar l'àlbum Hu Hu Hu, produït per Emmanuel del Real (que va produir Casa el 2005), Marco Moreno i Ernesto García. Va ser nominat al Millor Àlbum Vocal Pop Femení en els Premis Grammy Llatins de 2009 (guanyat per Laura Pausini) i al Millor Àlbum de Pop Llatí als Premis Grammy de 2010 (guanyat per La Quinta Estación).
El 2012 va publicar un àlbum d'homenatge a Agustín Lara anomenat Mujer Divina - Homenaje a Agustín Lara.
El març de 2015 va publicar l'àlbum Hasta La Raíz. "Nunca es suficiente", el primer single de l'àlbum va ser llançat el 10 de febrer. Amb aquest disc va guanyar 5 premis Grammy Llatins en les nominacions Millor Àlbum de Música Alternativa, Millor Enginyeria de Gravació per a un Àlbum i Gravació de l'Any, i Millor Cançó de l'Any i Millor Cançó Alternativa per la cançó "Hasta La Raíz".
El 5 de maig de 2017, Natalia Lafourcade va presentar un nou àlbum, Musas, acompanyada de Los Macorinos, músics de vella escola que anteriorment havien treballat amb artistes com Chavela Vargas. El primer senzill de l'àlbum, "Tú si sabes quererme", va aconseguir 22 milions de reproduccions a Spotify en els dos primers mesos de la seva publicació. En aquest àlbum Lafourcade reprèn la tendència iniciada en Hasta La Raíz d'homenatjar els autors que han influenciat la seva carrera musical.

## Discografia
- 1998 - Twist, amb el grup Twist
- 2003 - Natalia Lafourcade
- 2005 - Casa, amb el grup Natalia y La Forquetina
- 2008 - Las 4 estaciones del amor
- 2009 - Hu Hu Hu
- 2012 - Mujer Divina, Homenaje a Agustín Lara
- 2015 - Hasta la Raíz
- 2017 - Musas
- 2018 - Musas Vol. 2
- 2020 - Un canto por México
- 2022 - De Todas las Flores